# Halbeinfacher Modul
Als halbeinfach bezeichnet man in der Mathematik bestimmte Strukturen, die auf vergleichsweise leicht verständliche Weise aus „Grundbausteinen“ zusammengesetzt sind.
Der Begriff wird im mathematischen Gebiet der Algebra in unterschiedlichen Zusammenhängen benutzt. Besondere Bedeutung hat er in der Theorie der Moduln und Ringe. Die „Grundbausteine“ sind hier die einfachen Moduln. Die halbeinfachen Moduln bilden dann gewissermaßen die nächstkompliziertere Stufe, nämlich solche, die mittels direkter Summe aus einfachen Moduln zusammengesetzt sind. Über halbeinfache Moduln (und Ringe) sind viele Sätze bekannt, sie sind mathematisch gesehen also, wie der Name andeutet, immer noch recht „einfache“ Objekte.
Eine der wichtigsten Anwendungen liegt in der Darstellungstheorie von Gruppen und basiert auf dem Satz von Maschke.

## Halbeinfacher Modul

### Definition
(Im Folgenden wird Vertrautheit des Lesers mit dem Begriff des Moduls vorausgesetzt.)
Sei {\displaystyle M} ein Modul über einem Ring (mit Eins) {\displaystyle R}.
Der Modul {\displaystyle M} heißt halbeinfach oder vollständig reduzibel, wenn eine der folgenden äquivalenten Bedingungen erfüllt ist:
1. {\displaystyle M} lässt sich als direkte Summe von einfachen Moduln schreiben.
2. {\displaystyle M} lässt sich als Summe von einfachen Moduln schreiben.
3. Existenz von Komplementen: Für jeden Untermodul {\displaystyle N} von {\displaystyle M} existiert ein Untermodul {\displaystyle P} von {\displaystyle M}, so dass {\displaystyle M\simeq N\oplus P}.

### Eigenschaften
- Untermoduln, Quotientenmoduln und direkte Summen von halbeinfachen Moduln sind halbeinfach.
- Ein Modul {\displaystyle M} ist halbeinfach und endlich erzeugt genau dann, wenn er artinsch ist und sein Jacobson-Radikal {\displaystyle Rad(M)=0} ist.

### Beispiele
- Die endlich erzeugten halbeinfachen {\displaystyle \mathbb {Z} }-Moduln sind genau die direkten Summen von Moduln der Form {\displaystyle \mathbb {Z} /n\mathbb {Z} } für quadratfreie Zahlen {\displaystyle n}.
- Ist {\displaystyle R} ein Körper, so ist ein {\displaystyle R}-Modul nichts anderes als ein Vektorraum. Diese sind immer halbeinfach.

## Halbeinfache Ringe
Jeder Ring {\displaystyle R} wirkt auf sich selbst durch Multiplikation von links und wird so zu einem Linksmodul über sich selbst. Die Untermoduln sind dann genau die Linksideale. Die irreduziblen Untermoduln sind genau die nichttrivialen minimalen Linksideale. Natürlich kann man analog {\displaystyle R} zu einem Rechtsmodul über sich selbst machen.
Ist der Ring kommutativ, so stimmen die beiden Konstruktionen miteinander überein und ergeben die gleiche Struktur.

### Definition
Ein Ring heißt halbeinfach, wenn er als Modul über sich selbst halbeinfach ist. Man kann zeigen, dass dies nicht davon abhängt, ob man {\displaystyle R} als Links- oder Rechtsmodul betrachtet.
Bemerkung: Ein Ring heißt einfach, wenn er keine nichttrivialen beidseitigen Ideale besitzt (und nicht etwa, wenn er als Modul über sich selbst einfach ist). Nicht jeder einfache Ring ist halbeinfach. Diese Terminologie ist verwirrend, hat sich aber durchgesetzt. 

### Eigenschaften
- Ein unitärer Ring {\displaystyle R} ist halbeinfach genau dann, wenn er artinsch ist und sein Jacobson-Radikal {\displaystyle Jac(R)=0} ist. (Dies ist ein Spezialfall der obigen Eigenschaft für halbeinfache Moduln, denn {\displaystyle R} wird als Modul über sich selbst von der {\displaystyle 1} erzeugt.)
- Insbesondere ist für einen artinschen Ring {\displaystyle R} der Faktorring {\displaystyle R/Jac(R)} halbeinfach.
- Ist {\displaystyle R} halbeinfach, so ist jeder {\displaystyle R}-Modul halbeinfach. Dies folgt aus obigen Eigenschaften von halbeinfachen Moduln und aus der Tatsache, dass jeder Modul ein Quotient eines freien Moduls (also einer direkten Summe von Kopien von {\displaystyle R}) ist.
- Über halbeinfachen Ringen sind alle Moduln projektiv.

### Satz von Artin-Wedderburn
Jeder halbeinfache Ring ist isomorph zu einem (endlichen) direkten Produkt von Matrizenringen über Schiefkörpern. Hierbei ist der ganze Matrizenring gemeint, nicht ein Unterring.

## Halbeinfache Matrizen

### Lineare Abbildungen
Sei {\displaystyle V} ein {\displaystyle \mathbb {C} }-Vektorraum. Eine lineare Abbildung {\displaystyle f\colon V\rightarrow V} heißt halbeinfach, wenn es eine {\displaystyle \mathbb {C} }-Basis von {\displaystyle V} gibt, in der {\displaystyle f} durch eine Diagonalmatrix dargestellt wird. 
Die Abbildung heißt {\displaystyle \mathbb {R} }-halbeinfach oder hyperbolisch, wenn es eine {\displaystyle \mathbb {R} }-Basis von {\displaystyle V} gibt, in der {\displaystyle f} durch eine Diagonalmatrix dargestellt wird. Die Abbildung heißt {\displaystyle S^{1}}-halbeinfach oder elliptisch, wenn sie halbeinfach ist und alle Eigenwerte Betrag 1 haben. Jede lineare Abbildung lässt sich eindeutig als Produkt einer {\displaystyle S^{1}}-halbeinfachen, einer unipotenten und einer {\displaystyle \mathbb {R} }-halbeinfachen Abbildung zerlegen, siehe Iwasawa-Zerlegung.

### Matrizen
Eine Matrix {\displaystyle A\in Mat(n,\mathbb {C} )} heißt halbeinfach, wenn die zugeordnete lineare Abbildung {\displaystyle f\colon \mathbb {C} ^{n}\rightarrow \mathbb {C} ^{n}} halbeinfach ist.
Folgende Bedingungen sind äquivalent:
- {\displaystyle A\in Mat(n,\mathbb {C} )} ist halbeinfach,
- {\displaystyle A\in Mat(n,\mathbb {C} )} ist diagonalisierbar,
- Das Minimalpolynom von {\displaystyle A\in Mat(n,\mathbb {C} )} hat keine Mehrfach-Faktoren.

### Zusammenhang mit halbeinfachen Algebren
Eine Matrix {\displaystyle A\in Mat(n,\mathbb {C} )} ist genau dann halbeinfach, wenn {\displaystyle \mathbb {C} \left[A\right]} eine halbeinfache Algebra ist.

## Beispiel: Anwendung in der Darstellungstheorie
Sei {\displaystyle G} eine endliche Gruppe und {\displaystyle K} ein Körper. Sei {\displaystyle K[G]} die Gruppenalgebra (dabei handelt es sich um den {\displaystyle K}-Vektorraum mit Basis {\displaystyle G} und der Multiplikation, die durch die Gruppenstruktur induziert wird). Die Darstellungen von {\displaystyle G} in {\displaystyle K}-Vektorräumen entsprechen genau den {\displaystyle K[G]}-Moduln. Unterdarstellungen entsprechen Untermoduln, und irreduzible Darstellungen entsprechen einfachen Moduln.
Sei nun {\displaystyle K} so, dass die Charakteristik von {\displaystyle K} nicht {\displaystyle |G|} teilt (z. B. {\displaystyle K=\mathbb {C} }). Dann besagt der Satz von Maschke, dass die Gruppenalgebra {\displaystyle K[G]} und damit jeder {\displaystyle K[G]}-Modul halbeinfach ist.